# Alexis Wafflard
Pour les articles homonymes, voir Vafflard.
Alexis Jacques Marie Wafflard, ou Vafflard, né à Versailles le 29 juin 1787 et mort à Paris le 13 janvier 1824, est un auteur dramatique français, connu en son temps pour ses comédies sur les mœurs bourgeoises.

## Biographie
Alexis Jacques Marie Wafflard naît le 29 juin 1787 à Versailles et est baptisé le lendemain. Il est le fils d'un marchand papetier, Jean Claude Wafflard, et de son épouse, Marie Magdeleine Hélène Flobert.
Alexis Wafflard apprend d'abord le métier de doreur sur porcelaine, puis, à dix-huit ans, s'engage dans les chasseurs à cheval. Réformé à cause de sa faible constitution, il occupe pendant quelque temps un emploi au ministère de la Guerre avant de se consacrer entièrement au théâtre. Sa comédie Les Caméléons, écrite en collaboration avec le chansonnier Pierre-Jean de Béranger, est une satire de la bureaucratie. Son plus grand succès, écrit en collaboration avec Fulgence de Bury, est Le Voyage à Dieppe.
Wafflard est mort à l'âge de 37 ans d'une maladie pulmonaire.

## Théâtre
- Haydn ou le Menuet du bœuf, comédie-anecdote en 1 acte, mêlée de vaudevilles, avec Jules Joseph de Lurieu dit Gabriel, Paris, Théâtre du Vaudeville, 12 novembre 1812
- Le Voile d'Angleterre, ou la Revendeuse à la toilette, comédie-vaudeville en 1 acte, avec Charles-François-Jean-Baptiste Moreau de Commagny, Paris, Théâtre du Vaudeville, 14 mars 1814.
- Les Caméléons, comédie-vaudeville en 1 acte, en prose, avec Charles-François-Jean-Baptiste Moreau de Commagny et Pierre-Jean de Béranger, Paris, Théâtre du Vaudeville, 25 octobre 1815
- Une promenade à St-Cloud, bluette épisodique en 1 acte, mêlée de vaudevilles, avec Antoine-Achille-J. Rouval, Paris, Théâtre du Vaudeville, 10 septembre 1817
- Un moment d'imprudence, comédie en 3 actes et en prose, avec Fulgence de Bury, Paris, Second Théâtre-Français, 1er décembre 1819
- Le Voyage à Dieppe, comédie en 3 actes et en prose, avec Fulgence de Bury, Paris, Second Théâtre-Français, 1er mars 1821
- Un jeu de bourse, ou la Bascule, comédie en 1 acte, en prose, avec Louis-Benoît Picard et Fulgence de Bury, Paris, Théâtre du Gymnase-dramatique, 26 juillet 1821
- Le Célibataire et l'Homme marié, comédie en trois actes et en prose, avec Fulgence de Bury, Paris, Second Théâtre-Français, 16 décembre 1822
- Les Deux Ménages, comédie en 3 actes, avec Louis-Benoît Picard et Fulgence de Bury Paris, Second Théâtre-Français, 21 mars 1822
- L'Écolier d'Oxford, comédie en 3 actes et en prose, Paris, Second Théâtre-Français, 29 juillet 1824

## Sources
- Hippolyte Daniel, Ernest Daniel, Biographie des hommes remarquables du département de Seine-et-Oise depuis le commencement de la monarchie jusqu'à ce jour, Rambouillet, Chaignet, 1832 (lire en ligne).
- Ferdinand Hoefer, Nouvelle Biographie générale, vol. XLVI, 1866.
- Pierre Larousse, Grand Dictionnaire universel du XIXe siècle, vol. XV, 1870.